# Bamseom
Bamseom é um par de ilhotas desabitadas no Rio Han, em Seul, Coreia do Sul. As ilhas tem uma área total de 241,000 m2 e comprimento de 1,147 metros, e se localizam entre a ilha de Yeouido, a qual eram uma vez conectadas, e a costa norte. Elas permanecem conectadas entre si por uma estreita faixa de lama sedimentar. A Ponte Seogang passa diretamente acima da ilhota mais ao oeste, mas ainda não há nenhum acesso as ilhas, que permaneceram santuários naturais. Há, no entanto, um posto de observação para observação de pássaros. Pássaros migratórios usam as ilhotas frequentemente, entre eles patos-selvagem, garças-branca, patos-mandarim, peneireiros-vulgar, e spotbills.

## História
As ilhas eram desabitadas até a construção da Ponte Seogang, que usou a ilha ocidental como suporte para uma de suas vigas. A maioria dos habitantes de Bamseom na era Joseon eram construtores navais

## Ecosistema
Bamseom é uma localização chave para uma grande variedade de espécies de pássaros, como o Pato-mandarim, e serve como abrigo para pássaros migratórios durante o inverno. As ilhas também possuem cerca de 108 espécies de plantas, como salgueiros e juncos. Bamseom também é um bom lugar para as crianças da cidade experienciarem a natureza. Em 1999, o governo metropolitano de Seul registrou Bamseon como um "distrito de preservação ambiental".

## Ilhota oeste
A ilhota oeste, a qual a Ponte Seogang passa sobre, tem um comprimento de 560 metros. Essa é a mais forestada das duas ilhotas, principalmente sua parte oeste.

## Ilhota leste
A ilhota leste tem um comprimento de 655 metros. Essa ilha contém uma baía que virada para a faixa de água entre as duas ilhotas. A baía é grande parte assoreada e portanto pantanosa e possui muitos juncos e organismos habitando tais juncos. 

## Parque
Bamseom tem estruturas para turistas e visitantes. Até agora, seis plataformas de observação foram instaladas. A estrutura permite visitações de dezembro a fevereiro. Essa programação foi instaurada em 1999 por parte do governo, devido a importância migratória da ilha para pássaros.

## Filmes
Bamseom é a principal localização de filme coreano Castaway on the Moon em que um homem (Jung Jae-young) decide cometer suicídio no Rio Han, mas então se encontra preso na ilha.